# Elmar Lampson

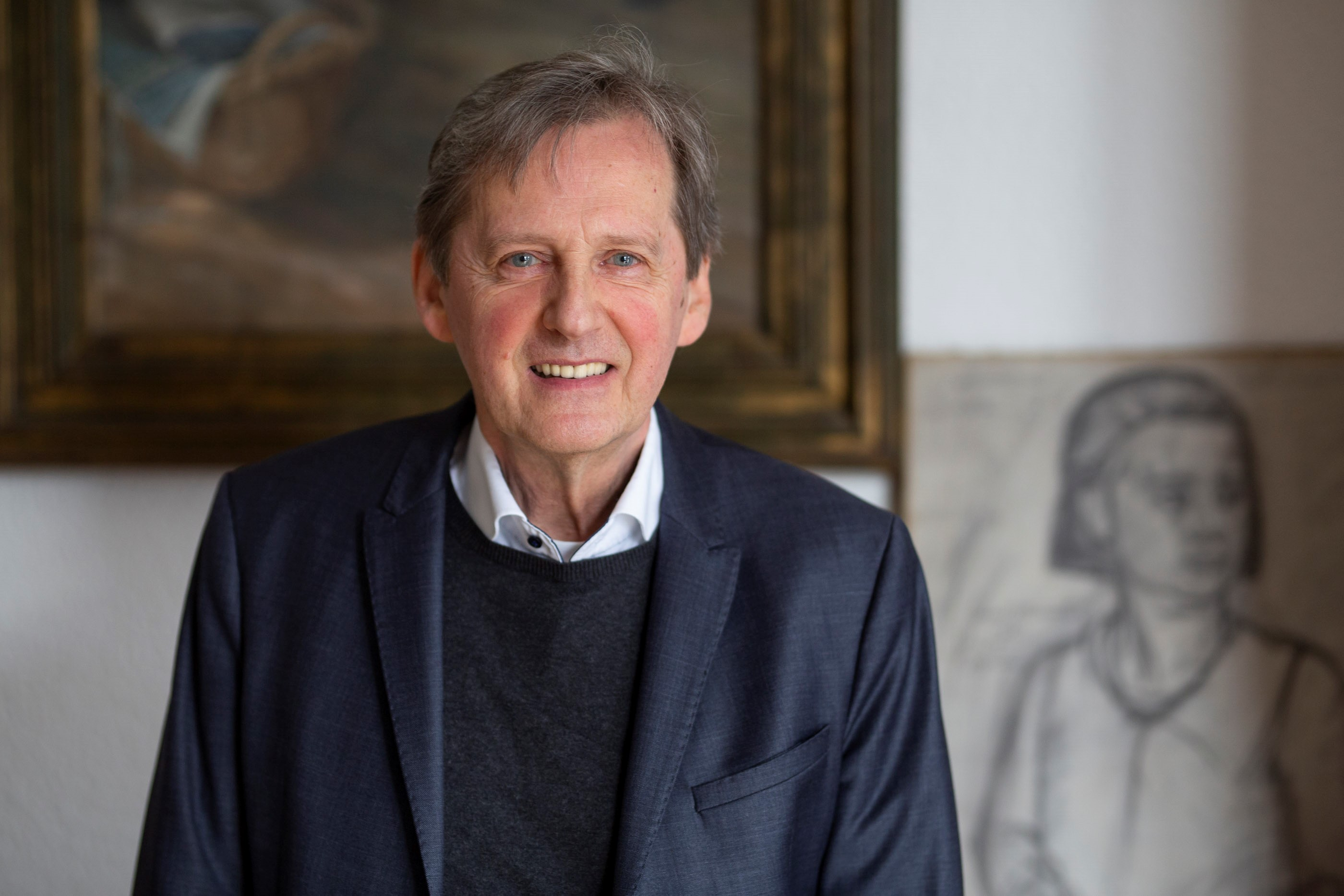
Elmar Lampson (2021)

Elmar Lampson (* 3. Dezember 1952 in Koblenz) ist ein deutscher Komponist und Hochschullehrer. Er ist Ehrenpräsident und Seniorprofessor für Komposition an der Hochschule für Musik und Theater Hamburg, die er von 2004 bis 2022 als Präsident geleitet hat. Im Jahr 2016 wurde er zum Ehrenprofessor des Shanghai Conservatory of Music ernannt.

## Kindheit und Familie
Elmar Lampson wuchs in der Lüneburger Heide auf und besuchte die Freie Waldorfschule Benefeld. Sein Vater Christoph Lampson (1917–1996) war dort Biologie- und Chemielehrer. Seine Mutter Sigrun Lampson, geb. Maennchen (1915–1993) war die Tochter des Malers Albert Maennchen. Lampson hat zwei Brüder. Olaf Lampson (* 1940) lebt auf Vancouver Island, wo er vor 30 Jahren Mitgründer einer sozialtherapeutischen Einrichtung war. Sein Bruder Holger Lampson (1951–2014) war der Begründer der Alfred Schnittke Akademie International.
Lampson ist seit 1978 mit Alexandra Lampson geb. von Weyhe (* 1958) verheiratet. Sie haben fünf erwachsene Kinder und sechs Enkelkinder.

## Studium und freiberufliche Jahre
Wichtige Lehrer während seiner Schulzeit in Benefeld waren die Komponisten Alois Künstler und Heiner Ruland. Durch Alois Künstler, der aus der Singbewegung der 20er Jahre stammte und ein vielseitiger und produktiver Musiker war, kam Elmar Lampson zum Komponieren und durch Heiner Ruland, der sich als Forscher und Komponist mit Möglichkeiten einer Erweiterung des Tonsystems beschäftigte, bekam er Zugang zu Rudolf Steiners Lesart der goetheanistischen Phänomenologie.
Von 1972 bis 1980 studierte Lampson Komposition und Violine an der Hochschule für Musik und Theater Hannover. Sein Kompositionsprofessor war Alfred Koerppen. Violine studierte er bei Karl-Heinrich von Stumpff und Friedrich von Hausegger. Im Studienjahr 1976/77 studierte er zwei Semester lang Violine bei Boris Goldstein an der Musikhochschule in Würzburg. Es folgten freiberufliche Jahre als Komponist, Dirigent, Kulturmanager und Musikpädagoge: Musiker an der Eurythmieschule Hamburg, Aufbau der Orchester-Akademie Hamburg gemeinsam mit Hans-Peter Wirth, Gastdirigent bei verschiedenen deutschen und osteuropäischen Orchestern, Konzertreisen als Komponist und Dirigent der Orchesterakademie Hamburg durch fast alle europäischen Länder einschließlich Russlands sowie durch Georgien und Kirgisistan. Hinzu kamen Lehrtätigkeiten und Vortragsreisen.
Er war gemeinsam mit Holger Lampson Mitbegründer des Musikseminars Hamburg (heute Alfred Schnittke Akademie International) und gemeinsam mit Reinhard Flender und Hans-Peter Wirth gründete er das Festival Hörwelten – Hamburger Begegnung im Zeichen zeitgenössischer Musik, das von 1989 bis 1998 jährlich stattfand. Während dieser freiberuflichen Jahre hatte er prägende künstlerische Begegnungen mit vielen Komponisten und Komponistinnen, darunter: Frank Michael Beyer, Alfred Schnittke und Sofia Gubaidulina, deren Werke er in zahlreichen Konzerten dirigierte. Im Rahmen des Festivals Hörwelten kam es zu Arbeitsbegegnungen mit György Ligeti.

## Komponist
Elmar Lampsons Œuvre als Komponist umfasst Kammermusik, Solo- und Ensemblewerke, Orchester- und Chormusik sowie zwei Opern. Auf vier CDs ist seine Musik bei dem Wiener Label col legno erschienen und es gab Aufführungen, Radio- und Fernsehsendungen in vielen europäischen Ländern, in den USA, Kanada, China, Japan, Israel, Russland, Georgien und Kirgisistan. Elmar Lampsons Werke werden exklusiv im Musikverlag Peermusic Classical Europe veröffentlicht.
Seit dem Jahr 2022 ist Lampson Composer in Residence beim Shenzhen Symphony Orchestra.

## Hochschullehrer
1997 folgte die Ernennung zum nebenberuflichen Professor für Ensembleleitung – Neue Musik an der Hochschule für Musik und Theater in Hamburg. 1998 wurde er zum Professor für Phänomenologie der Musik an der Universität Witten/Herdecke ernannt, wo er von 1998 bis 2004 Dekan der Fakultät für das Studium fundamentale war. Er führte eine Reorganisation und konzeptionelle Neuausrichtung der Fakultät für das Studium fundamentale durch und war federführend bei der Konzeption und Einführung eines neuen Bachelor-Studiengangs für Philosophie und Kulturwissenschaften. Außerdem entwickelte er ein Weiterbildungsprogramm für Führungskräfte, das unter dem Motto „Perspektivenwechsel“ in Wirtschaftsunternehmen durchgeführt wurde.
Von 2004 bis 2022 war Elmar Lampson für drei sechsjährige Amtszeiten Präsident der Hochschule für Musik und Theater in Hamburg (HfMT).

Das Deutsche Musikinformationszentrum (miz) schrieb im Oktober 2022 über Lampsons Zeit als Präsident der HfMT:
„Elmar Lampson hatte sein Amt im Oktober 2004 als Nachfolger von Hermann Rauhe angetreten. In Lampsons 18jähriger Amtszeit hat sich die Hochschule grundlegend verändert und weiterentwickelt. Höhepunkte waren Entwicklungsprojekte wie der spektakuläre Bau der Jazz Hall und die Vergrößerung des Jazzbereichs als gemeinsames Projekt der Dr. E.A. Langner-Stiftung mit der FHH und der Bau der hervorragend ausgestatteten neuen Räume für die Theaterakademie und das Institut für Kultur- und Medienmanagement in Barmbek. Zu seinen größten Erfolgen zählt auch der Aufbau eines internationalen Netzwerks mit neuen Hochschulkooperationen besonders in China, Japan, Korea, in Nord- und Südamerika und Israel, sowie die zweimalige Förderung der Hochschule im Rahmen des vom BMBF ausgeschriebenen Wettbewerbs „Innovative Hochschule“. 
Während seiner Präsidentschaft unterrichtete er an der HfMT gleichzeitig Komposition im Rahmen einer nebenberuflichen Professur. Nach seinem Ausscheiden dem Amt wurde er im November 2022 vom Hochschulsenat zum Ehrenpräsidenten der Hochschule ernannt. Im Rahmen einer Seniorprofessor lehrt er weiterhin Komposition.

## Ehrungen
- 2011: Dr. Günther Buch-Preis für Kulturwissenschaften.[14]
- 2016: Ernennung zum Ehrenprofessor am Shanghai Conservatory of Music.[3]
- 2022: Ernennung zum Ehrenpräsidenten der Hochschule für Musik und Theater Hamburg.[1]
- 2023: Gustaf-Gründgens-Preis.[15]

## Mandate (Auswahl)
- Private Universität Witten Herdecke: Mitglied im Aufsichtsrat (2010 – 2019)
- Shanghai Conservatory of Music: Mitglied im „International Artists’ Advisory Council“[16]
- Symphoniker Hamburger, Mitglied im Aufsichtsrat[17]
- Gustav Mahler Vereinigung Hamburg: Präsident[18]

## Werke (Auswahl)

### Orchesterwerke
- 1984–1985: Drei Orchesterstücke (Neufassung 1987)
- 1996: Musik für Klavier, Streicher und Schlaginstrumente
- 1991–1992: Symphonie in zwei Sätzen – Das Traumlied des Olaf Åsteson
- 2004–2005: Musik für großes Orchester
- 2004–2006: 2. Symphonie – Gesang des Marsyas
- 2008: Passacaglia für großes Orchester
- 2009: Cantus für Flöte und Orchester
- 2008–2011: 3. Symphonie

### Kammermusik und Solowerke
- 1973–1974: Streichquartett Nr. 1
- 1975–1978: Drei Lieder nach Gedichten von Georg Trakl
- 1974–1978: für Sopran und Streichquartett
- 1986–1987: Facetten für Klaviertrio
- 1988: Vier Stücke für Violine und Klavier
- 1990: Drei Klavierstücke „To Axion Esti“
- 1991: Trio di Clarone für 3 Bassetthörner
- 1992–1993: Trio für Flöte, Viola und Violoncello
- 1996–1997: Halleluja für Violoncello solo
- 1992–1998: Streichquartett Nr. 2
- 1998: Requiem für Harfe solo
- 2000: Musik für Klavier und Bajan
- 2006: Drei Lieder nach Gedichten von Christian Morgenstern für hohen Sopran und Klavier
- 2008: Grandes Miniatures für Violine und Klavier
- 2008: Aquarell für Vibraphon Solo
- 2008: Chant für Klavier solo
- 2003–2017: Streichquartett Nr. 3

### Chormusik und Bühnenwerke
- 1979: Von der Auferstehung für gemischten Chor a cappella. Erster Brief des Paulus an die Korinther Kapitel 15, Vers 39–44
- 1994: Sand. Oper für 9 Instrumentalisten, 3 Sänger, 1 Schauspieler, 3 Eurythmisten und 12 stimmig gemischten Chor nach einem Text von Reinhart Moritzen (1994)
- 1995: Transfiguration für gemischten Chor a cappella Musiktheater und Bühnenmusiken
- 2009–2011: Für Streichquintett, Flöte und Schlaginstrumente (Bühnenmusiken zu den vier Mysteriendramen Rudolf Steiners)
- 2017–2020: Gebete am Meer für Chor und Schlaginstrumente Text: Elmar Lampson
- 2019–2025: Wellen. Oper nach Eduard von Keyserlings gleichnamigem Roman. Libretto: Julia Spinola.

## CD-Einspielungen

### Eigene Werke
- 1996: subsTANZ – col legno: Facetten für Klaviertrio, Drei Klavierstücke TO AXION ESTI, Suite der Substanzen (WWE 1CD 31885)
- 1998: SymPHONIE – col legno: Symphonie – „Das Traumlied des Olaf Åsteson“, Musik für Klavier Schlaginstrumente und Streicher (WWE 1CD 20040a)
- 2004: Fadenkreuze col legno: 2. Streichquartett, Halleluja für Violoncello solo, Vier Stücke für Violine und Klavier (COL20234)
- 2012: Mysterienszenen col legno: Suite für Streichquintett, Flöte, Schlaginstrumente (WWE 1CD 20407)

### Andere Werke
- 1993: Alfred Schnittke – Sony Classical: Violinsonate Nr. 1, Canon (SK 53 357)
- 2001: Martin Scherber col legno (WWE 1 CD 20078)
- 1997: Reinhard David Flender col legno (WWE 1CD 20007)

## Schriften
- Dirk Baecker und Elmar Lampson (Hrsg.): Copyrights. Kulturverlag Kadmos, Berlin 2002, ISBN 3-931659-25-9 (Band 1).
- Elmar Lampson: Bildlichkeit im musikalischen Prozess. In: Angela Martini und Dirk Rustemeyer (Hrsg.): Bildlichkeit (=Wittener kulturwissenschaftliche Schriften, Band II). Königshausen und Neumann, Würzburg 2003, ISBN 3-8260-2561-X
- Elmar Lampson: Die Formen der Hörfelder. In: Angela Martini und Dirk Rustemeyer (Hrsg.): Formfelder – Genealogien von Ordnung (=Wittener kulturwissenschaftliche Schriften Band V). Königshausen und Neumann, Würzburg 2006, ISBN 3-8260-3315-9

## Belege
1. 1 2  Hohe Auszeichnung. Abgerufen am 5. September 2023.
2. ↑  Die HfMT: HfMT Hamburg. Abgerufen am 5. September 2023.
3. 1 2  German professor honored for his role at SHCM. Abgerufen am 5. September 2023.
4. ↑  Alfred Schnittke Akademie International. In: schnittke-akademie.de. Abgerufen am 5. September 2023.
5. ↑  Verlag Freies Geistesleben. Abgerufen am 8. September 2023.
6. ↑  Elmar Lampson - Komponisten der Gegenwart (KDG). Abgerufen am 8. September 2023.
7. ↑  Tom R. Schulz: Schüsse zum Konzert. In: Die Zeit. 25. Oktober 1991, abgerufen am 8. September 2023.
8. ↑  Mechthild Klein: Ohne Arbeit keine Musik. In: Die Tageszeitung: taz. 27. September 1997, ISSN 0931-9085, S. 20 (taz.de [abgerufen am 8. September 2023]).
9. ↑  Shop - Gesamtkatalog - New colors of music. Abgerufen am 8. September 2023.
10. ↑  peermusic - the global independent. Abgerufen am 10. September 2023 (englisch).
11. ↑  深圳交响乐团2023-2024音乐季排期. Abgerufen am 14. September 2023.
12. ↑  Export eines Erfolgsmodells. 31. Oktober 2002, abgerufen am 14. September 2023.
13. ↑  News | 04. Okt. 2022 | Präsident der HfMT Hamburg Elmar Lampson wurde feierlich verabschiedet. Abgerufen am 8. September 2023.
14. ↑  Hamburger Abendblatt – Hamburg: Dr.-Günther-Buch-Preis für Lampson und Rauhe. 31. Mai 2011, abgerufen am 8. September 2023.
15. ↑  Der Gustaf Gründgens Preis. Abgerufen am 8. September 2023.
16. ↑  SHCM holds artist consultation conference online. Abgerufen am 8. September 2023.
17. ↑  Impressum - Symphoniker Hamburg. Abgerufen am 8. September 2023.
18. ↑  Gremien - Gustav Mahler Vereinigung Hamburg - Gustav Mahler Vereinigung Hamburg. Abgerufen am 8. September 2023.

| Personendaten    | Personendaten       |
| ---------------- | ------------------- |
| NAME             | Lampson, Elmar      |
| KURZBESCHREIBUNG | deutscher Komponist |
| GEBURTSDATUM     | 3. Dezember 1952    |
| GEBURTSORT       | Koblenz             |